# Браунсвил (Орегон)
Браунсвил (енгл. Brownsville) град је у америчкој савезној држави Орегон.

## Демографија
По попису из 2010. године број становника је 1.668, што је 219 (15,1%) становника више него 2000. године.
| Група             | 2000.         | 2010.         |
| Белци             | 1.345 (92,8%) | 1.521 (91,2%) |
| Афроамериканци    | 5 (0,3%)      | 5 (0,3%)      |
| Азијати           | 2 (0,1%)      | 9 (0,5%)      |
| Хиспаноамериканци | 30 (2,1%)     | 68 (4,1%)     |
| Укупно            | 1.449         | 1.668         |